# Амнистия
Амни́стия (греч. αμνηστια — забвение, прощение) — мера, применяемая по решению органа государственной власти к лицам, совершившим преступления, сущность которой заключается в полном или частичном освобождении от наказания, замене наказания на более мягкое или в прекращении уголовного преследования.
Амнистия отличается от помилования тем, что распространяется не на отдельных индивидуально определённых лиц, а на целые категории преступников, установленные родовыми признаками: женщин, несовершеннолетних, осуждённых к небольшим срокам наказания и т. д.
Применение амнистий обычно обосновывается соображениями гуманизма, однако амнистии имеют и чисто практические задачи: они могут служить уменьшению населения учреждений, исполняющих наказания, либо способствовать достижению конкретных политических целей (например, прекращения вооружённого конфликта).
Во многих государствах (в том числе России) объявление амнистий оказывается приурочено к национальным праздникам и юбилеям.

## История
В качестве политического мероприятия амнистия применялась ещё в древности. Так, в 404 году до н. э. афинский правитель Фрасибул после изгнания Тридцати тиранов поставил на народное голосование предложение «предать забвению дела прошедшего времени». «Это забвение, — писал римский историк Валерий Максим, — которое афиняне назвали „амнистией“, возвратило потрясенное и разрушающееся государство к его прежнему состоянию». В Риме во времена республики амнистия применялась по решению народных комиций, позднее сената, в формулировке «полного прощения лиц и забвения дел» (abolitio generalis personarum et causarum). Так, после второй Пунической войны римский сенат, имея целью изолировать Ганнибала, объявил амнистию италикам — неримским народам Аппенинского полуострова, сотрудничавшим с карфагенянами. В Римской империи право даровать амнистию присвоили себе сами императоры, в результате чего она практически слилась с родственным ей институтом помилования.
В Средневековой Европе амнистия периодически объявлялась королями, нередко по случаю их коронации, вступления в брак или рождения наследника, иногда по инициативе католической церкви. Это далеко не всегда одобрялось народными массами, включая монашество и низшее духовенство. Так, когда в 1189 году в Английском королевстве взошёл на престол новый король Ричард I Львиное Сердце, тут же объявлена была всеобщая амнистия. «Хотя в то время тюрьмы по всей Англии, — пишет провинциальный хронист-современник Вильям Ньюбургский, — были переполнены многочисленными преступниками, которые ожидали либо освобождения, либо наказания, но его прокламацией все заключённые были освобождены. Таким образом, благодаря его милости, при его прибытии в королевство, эти тюремные паразиты вышли из заключения, чтобы разбойничать и грабить с еще большей смелостью, чем когда-либо прежде».
Подобная практика продолжалась в Европе и в Новое время, но в эпоху абсолютизма практика освобождения приговорённых и осуждённых всецело сделалась привилегией правящих монархов, пользующихся ею в политических или личных целях. Например, во Франции в 1633 году была объявлена амнистия сторонникам укрывавшейся во Фландрии опальной вдовствующей королевы Марии Медичи, лишив этим последнюю поддержки с их стороны. Лишь в XIX столетии, с развитием судебно-правовой системы, в первую очередь в Англии, амнистия развилась в самостоятельный институт, отличающийся от института помилования, как по своим целям, так и по юридическому значению и по способу применения, по факту приблизившись к амнистии античной.
В Российской империи амнистия объявлялась всемилостивейшими манифестами.

## Амнистия в мире
Амнистия широко применяется во всём мире. Она предусмотрена законодательством всех стран СНГ, бывшей Югославии, Австрии, Албании, Андорры, Болгарии, Вьетнама, Дании, Египта, Ирака, Италии, КНР, КНДР, Латвии, Ливана, Литвы, Португалии, Румынии, Сан-Марино, Турции, Филиппин, Франции и её бывших колоний и Эфиопии.
В то же время, сфера её применения в этих государствах не одинакова. В одних государствах амнистии объявляются часто и касаются значительного количества преступников, в других, напротив, применяются только в исключительных случаях (например, в странах Латинской Америки амнистии касаются, как правило, только «политических» преступлений).
Отсутствует институт амнистии в странах англо-саксонской правовой семьи, а также в некоторых странах романо-германской правовой семьи, например, в Германии, Испании, Нидерландах, Норвегии, Швеции, Эстонии. В Польше применение налоговой и, следовательно, всех прочих видов амнистии признано неконституционным.
В целом критическое отношение к амнистии во многих странах мира связывается с тем, что совершенствование системы уголовного законодательства и уголовных наказаний делает ненужным институт «прощения», а также с тем, что монархи во многих государствах (в частности, во Франции) чрезмерно широко пользовались правом, что приводило к фактической безнаказанности преступников, имевших связи при дворе. Негативно высказывались об институте «прощения» преступников такие известные юристы, как Ч. Беккариа, И. Бентам и др.

### Сфера действия амнистии
Обычно амнистия распространяется как на лиц, подвергающихся уголовному преследованию, так и на осуждённых. Акт амнистии может освобождать от уголовной ответственности и наказания, сокращать наказание или заменять его более мягким видом, освобождать осуждённых от дополнительного наказания, снимать судимость с лиц, отбывших наказание.
В отдельных государствах (например, во Франции) амнистия распространяется только на лиц, которым вынесен обвинительный приговор.
Во многих странах (государства бывшей Югославии, Аргентина, Гондурас, Ирак, Куба, Молдова, Франция) специально предусматривается, что предоставление лицу амнистии не освобождает его от претензий со стороны третьих лиц (потерпевших или гражданских истцов по уголовному делу). Во Вьетнаме, напротив, предоставление амнистии касается и гражданской ответственности виновного.
В праве большинства государств отсутствует указание на категории лиц или преступления, по которым применение амнистии не допускается (хотя, как правило, амнистии касаются лишь неопасных преступников и преступлений небольшой тяжести). Согласно Конституции Бразилии, амнистия не применяется к лицам, применявшим пытки, занимавшимся незаконной перевозкой наркотиков и соответствующих лекарств, а также к террористам. По Конституции Эфиопии, запрещено применение амнистии (в том числе в форме смягчения наказания) к лицам, совершившим преступления против человечества. Конституция Эквадора запрещает применение амнистии к лицам, совершившим такие деяния, как геноцид, пытки, насильственное исчезновение, похищение человека, убийство по политическим или идейным мотивам.

### Объявление амнистии
Порядок объявления амнистии обычно закрепляется не только уголовным законодательством, но и конституцией государства, в связи с чем амнистия имеет двойственную (государственно-правовую и уголовно-правовую) природу. Обычно амнистия объявляется высшим органом законодательной власти путём принятия закона или иного акта. Исключение составляет Япония, где амнистию объявляет кабинет министров с последующим утверждением императором.

## Амнистия в России

### Правовая сущность амнистии в России
Правовое регулирование применения амнистий в Российской Федерации осуществляется Конституцией РФ, которая определяет, что объявление амнистии относится к компетенции Государственной Думы РФ (п. «ж» ч. 1 ст. 103 Конституции РФ), и Уголовным кодексом РФ, который раскрывает содержание данного акта (ст. 84 УК РФ). Вопрос о правовой природе амнистии в РФ является спорным: одни авторы указывают, что амнистия является институтом уголовного права (так как регламентирована в первую очередь уголовным законодательством), другие — государственного права (так как объявляется высшим органом законодательной власти), третьи же, опираясь на наличие его сущностной регламентации в уголовном законодательстве, говорят о его двойственной (государственно-правовой и уголовно-правовой) природе. Акт амнистии не является актом уголовного законодательства, вследствие чего он не связан с внесением изменений в Уголовный кодекс РФ; кроме того, это означает возможность коррекции изданных актов об амнистии, даже если в результате круг лиц, подлежащих амнистии, сужается.
Амнистия не ставит под сомнение преступность деяний, описанных в акте амнистии. Меры уголовной ответственности за деяния, аналогичные подпадающим под акт амнистии, но совершённые вне срока её действия, продолжают применяться. Кроме того, освобождение от ответственности и наказания по амнистии не связано с сомнениями в обоснованности и законности актов предварительного расследования и приговора суда. Такое освобождение не является основанием для реабилитации лица, оно продолжает считаться обоснованно привлечённым к ответственности, виновным в совершении преступления. Акт амнистии выступает лишь как проявление милосердия, гуманизма со стороны государства.
В соответствии со ст. 84 УК РФ, амнистия объявляется в отношении индивидуально не определенного круга лиц. В акте об амнистии, таким образом, не могут быть перечислены пофамильно лица, к которым она применяется; обычно такой акт содержит описание категории людей (несовершеннолетние, женщины, лица старше определённого возраста и т. д.). Круг лиц может сужаться путём указания на категории преступников, которые не подлежат амнистии: например, на осуждённых за тяжкие и особо тяжкие преступления, злостных нарушителей порядка отбывания наказания, рецидивистов и т. д. Амнистии могут распространяться как на узкий круг преступников (например, амнистия 9 февраля 1996 года в отношении лиц, участвовавших в противоправных действиях, связанных с вооруженным конфликтом на территории республики Дагестан в январе 1996 года), так и на весьма широкий круг лиц (амнистия от 24 декабря 1997 года распространяла действие на 400 тысяч лиц, осуждённых условно, 35 тысяч лиц, освобождённых из мест лишения свободы и различные иные категории лиц).
Применимость амнистии к конкретному лицу определяется решением органа предварительного расследования, прокурора или суда. Актом об амнистии может предусматриваться:
- освобождение от уголовной ответственности лиц, совершивших преступления;
- освобождение осуждённых лиц от наказания или от дальнейшего его отбывания;
- сокращение назначенного наказания;
- замена назначенного наказания более мягким;
- освобождение от дополнительного наказания;
- снятие судимости.

Конкретный акт амнистии может предусматривать применение всех перечисленных мер или их части. Кроме того, амнистия может предусматривать освобождение определённых категорий лиц от административной ответственности.

### Поводы для объявления амнистии
Традиционно амнистии в России связывались с праздничными датами (например, амнистия, объявленная Стоглавым собором 1551 года к празднику пасхи), с восшествием на престол монарха, болезнью царя или членов царской семьи, с важными военными победами и заключением мира (например, амнистия по поводу мира, заключённого со Швецией в 1721 году). Амнистия при этом рассматривалась как частный случай прощения или помилования.
В советский период амнистии привязывались к юбилеям Октябрьской революции 1917 года (например, это амнистия 1967 года), в современный период регулярные амнистии связываются с юбилеями Победы в Великой Отечественной войне 1941—1945 годов.
Некоторые амнистии носят чисто политический характер. Такой была амнистия, объявленная в 1994 году участникам августовского путча 1991 года и октябрьских событий 1993 года. Учёными данная амнистия оценивается как в целом неудачная, воспрепятствовавшая установлению действительного хода событий и виновности затронутых лиц. Однако это не означает, что все подобные амнистии нецелесообразны; при должной подготовке и проработке выгоды от амнистии способны перевесить её недостатки. Амнистия может связываться и с существенными изменениями социально-политической обстановки: таковой являлась, например, амнистия 7 июня 1945 года, объявленная в связи с победой над фашистской Германией. Кроме того, неофициальной, но практически нередко одной из главных целей объявления амнистий является решение проблемы переполненности мест лишения свободы и следственных изоляторов.

### Применение амнистии
Акты об амнистии в период новейшей российской истории принимались в разной форме (указы Президиума Верховного Совета СССР, постановления Верховного Совета СССР, закон СССР), однако в настоящее время единственной формой акта об амнистии является постановление Государственной Думы РФ.
Как правило, одновременно с постановлением об амнистии Государственная Дума РФ принимает ещё один документ, также в форме постановления, в котором разъясняется порядок применения акта об амнистии и даётся его толкование: разъясняются понятия, используемые в постановлении об амнистии, называются субъекты, на которых возлагается применение акта амнистии к конкретным лицам и т. д.
Имеет особенности применение амнистии к длящимся и продолжаемым преступлениям. Соответствующие разъяснения содержатся в Постановлении Пленума Верховного Суда РФ от 12.12.2023 № 43 «О некоторых вопросах судебной практики по уголовным делам о длящихся и продолжаемых преступлениях». Амнистия применяется в отношении длящихся преступлений, закончившихся или пресечённых до момента её издания, а в отношении продолжаемых преступлений — если все преступные действия из числа составляющих продолжаемое преступление были совершены до её издания. Если лицо продолжило совершение длящегося преступления после издания акта об амнистии либо хотя бы одно из тождественных деяний, составляющих продолжаемое преступление, совершено после издания такого акта, амнистия не применяется. Акт об амнистии может предусматривать исключения из этого правила, например, связывая предоставление амнистии с завершением деяния до определённой даты после его издания.
Согласно УПК РФ (п. 3 ч. 1 ст. 27) принятие акта амнистии является основанием прекращения уголовного преследования в отношении лиц, входящих в упомянутые в нём категории. Данное основание прекращения уголовного преследования является нереабилитирующим: лица, освобождённые по амнистии, считаются привлечёнными к уголовной ответственности на законных основаниях и не имеют права на компенсацию; они обязаны возместить причинённый деянием ущерб, не могут быть в принудительном порядке восстановлены на работе и т. д. Ввиду этого прекращение уголовного преследования вследствие принятия акта об амнистии допускается лишь при отсутствии возражений со стороны подозреваемого или обвиняемого. Известным примером отказа от применения амнистии является дело В. И. Варенникова, которому было предъявлено обвинение в измене Родине в связи с августовскими событиями 1991 года. Единственный из всех обвиняемых, он отказался от применения амнистии, отрицая свою вину, и был в 1994 году оправдан по приговору Военной коллегии Верховного Суда РФ. Если суд признаёт подлежащее амнистии, но отказавшееся от её применения лицо виновным, то выносится обвинительный приговор с освобождением от наказания вследствие акта амнистии.
Освобождение от уголовной ответственности и наказания в связи с амнистией является безусловным и окончательным.

### Отношение общества к амнистиям
В целом российское (а ранее советское) общество относилось и относится к амнистиям достаточно настороженно. Отрицательным является и отношение к амнистии многих учёных и политиков. Опасения обычно связываются с возможным освобождением в результате амнистии лиц, которые имеют достаточно стойкие антисоциальные мотивации и склонны к повторному совершению преступлений. С. Н. Сабанин указывает также, что акт амнистии нарушает принцип справедливости уголовного закона, который предусматривает равенство всех категорий граждан, независимо от пола, возраста, национальности и др. Известно высказывание Е. Т. Гайдара: «Когда страна находится в таком положении, гуманизм к преступникам за счет их жертв по крайней мере неуместен»
Такое отношение не в последнюю очередь связано с рядом неудачных амнистий (например, амнистии 1953 и 1957 года), в результате которых на свободу вышло значительное количество опасных преступников, продолживших на свободе совершать общественно опасные деяния.
В то же время, отмечаются и положительные стороны амнистии. Так, она способствует реализации принципа экономии уголовной репрессии и принципа гуманизма, которые также являются важными для современного уголовного права. Эффективность современных амнистий достаточно высока, а процент рецидива среди амнистированных мал (не более 5 %). Указывается, что повышение эффективности амнистии возможно путём включения в постановление о порядке её применения порядка ресоциализации освобождаемых лиц: их трудового и бытового устройства, медицинского обслуживания и др.